# NWA National Tag Team Championship
L'NWA National Tag Team Championship è stato un titolo della divisione tag team promosso dalla federazione americana Georgia Championship Wrestling, affiliata alla National Wrestling Alliance.
Il titolo è stato attivo dal 1980 al 1986, quando fu disattivato per essere sostituito dalla versione Mid-Atlantic del NWA United States Tag Team Championship.

## Storia
Il titolo fu introdotto nel 1980 attraverso un torneo, che fu vinto da Michael Hayes e Terry Gordy. I due iniziarono così ad essere promossi come campioni tag di Georgia e della nazione, portando con loro sul ring un trofeo per rappresentare il titolo nazionale e delle cinture per identificare il titolo della Georgia. Il titolo continuò ad essere riconosciuto come un trofeo fino al 1981, quando la federazione assegnò per la prima volta una cintura a Bob Armstrong e Brad Armstrong, vincitori di un torneo per riassegnare il titolo vacante.
Nel 1984 Vince McMahon, proprietario della World Wrestling Federation, acquistò la Georgia Championship Wrestling in quello che fu noto come Black Saturday: in quell'occasione gli allora detentori del titolo Ron Garvin e Jerry Oates rifiutarono di firmare per la WWF, che disattivò il titolo. L'eredità della GCW fu raccolta dalla Championship Wrestling from Georgia, che riattivò il titolo riconoscendo Garvin e Oates come detentori. Nel 1985 la federazione si affiliò alla Jim Crockett Promotions, che gradualmente smise di promuovere il titolo, sostituendolo con la versione Mid-Atlantic del NWA United States Tag Team Championship a partire dal 1986.

## Albo d'oro
| Legenda  |                                                                               |
| -------- | ----------------------------------------------------------------------------- |
| #        | Indica il numero del regno titolato                                           |
| Regno    | Viene indicato il numero del regno del campione                               |
| Data     | La data in cui il titolo è stato vinto                                        |
| Località | Indica il luogo in cui il titolo è stato vinto                                |
| Note     | Indica notizie particolari riguardanti i cambi di titolo o altre informazioni |

| #  | Campione                                   | Regno | Data              | Giorni | Località                     | Evento     | Note | Fonti |
| -- | ------------------------------------------ | ----- | ----------------- | ------ | ---------------------------- | ---------- | --- | ----- |
| 1  | Michael Hayes e Terry Gordy                | 1     | 27 novembre 1980  | 60     | Atlanta, Georgia             | House show | In un torneo per decretare i campioni inaugurali, sconfiggendo in finale Robert Fuller e Stan Frazier.                                                                                |       |
| 2  | Ted DiBiase e Stan Frazier                 | 1     | 26 gennaio 1981   | 5      | Augusta, Georgia             | House show | |       |
| 3  | Michael Hayes e Terry Gordy                | 2     | 31 gennaio 1981   | 130    | Atlanta, Georgia             | House show | |       |
| 4  | Ted DiBiase (2) e Steve Olsonoski          | 1     | 10 giugno 1981    | 26     | Marietta, Georgia            | House show | |       |
| 5  | Terry Gordy (3) e Jimmy Snuka              | 1     | 6 luglio 1981     | 83     | Augusta, Georgia             | House show | Gordy e Snuka persero un incontro titolato contro Tommy Rich e Ted DiBiase il 19 luglio, ma il cambio di titolo fu dichiarato non valido dalla NWA.                                   |       |
| 6  | Michael Hayes (3) e Otis Sistrunk          | 1     | 27 settembre 1981 | 13     | Atlanta, Georgia             | House show | |       |
| —  | Vacante                                    | —     | 10 ottobre 1981   | —      | —                            | —          | Il titolo fu disattivato quando Sistrunk lasciò la federazione. |       |
| 7  | Bob Armstrong e Brad Armstrong             | 1     | 26 novembre 1981  | 57     | Atlanta, Georgia             | House show | In un torneo per riassegnare il titolo vacante contro Mr. Fuji e Mr. Saito. |       |
| 8  | Super Destroyer e The Masked Superstar     | 1     | 22 gennaio 1982   | 45     | Columbus, Georgia            | House show | |       |
| 9  | Big John Studd e Super Destroyer (2)       | 1     | 8 marzo 1982      | 116    | --                           | --         | The Masked Superstar cedette la sua parte di titolo a Studd. |       |
| 10 | Michael Hayes (4) e Terry Gordy (4)        | 3     | 2 luglio 1982     | 58     | Chattanooga, Tennessee       | House show | |       |
| 11 | Afa e Sika                                 | 1     | 29 agosto 1982    | 125    | Atlanta, Georgia             | House show | |       |
| —  | Vacante                                    | —     | 1 gennaio 1983    | —      | —                            | —          | Il titolo fu disattivato quando Afa e Sika lasciarono la federazione. |       |
| 12 | Road Warrior Animal e Road Warrior Hawk    | 1     | 11 giugno 1983    | 176    | Atlanta, Georgia             | House show | I due furono annunciati come vincitori di un torneo (mai realmente disputato) per riassegnare il titolo vacante.                                                                      |       |
| 13 | Brett Sawyer e Buzz Sawyer                 | 1     | 4 dicembre 1983   | 55     | Canton, Ohio                 | House show | |       |
| 14 | Road Warrior Animal e Road Warrior Hawk    | 2     | 28 gennaio 1984   | 99     | --                           | --         | Il titolo fu assegnato ai Road Warriors quando Buzz Sawyer lasciò il territorio. |       |
| 15 | King Kong Bundy e The Masked Superstar (2) | 1     | 6 maggio 1984     | 4      | Athens, Georgia              | House show | | [ 3 ] |
| —  | Vacante                                    | —     | 10 maggio 1984    | —      | —                            | —          | Il titolo fu disattivato quando The Masked Superstar lasciò il territorio per un tour in Giappone, nonostante fosse annunciato come fermato da un infortunio.                         |       |
| 16 | Road Warrior Animal e Road Warrior Hawk    | 3     | 20 maggio 1984    | 45     | Atlanta, Georgia             | House show | In un torneo per riassegnare il titolo vacante sconfiggendo in finale Junkyard Dog e Sweet Brown Sugar.                                                                               |       |
| 17 | Ron Garvin e Jerry Oates                   | 1     | 4 luglio 1984     | 79     | Columbus, Georgia            | House show | Quando la WWF acquistò la GCW smise di promuovere il titolo. Questo fu riattivato dalla Championship Wrestling from Georgia, che continuò a riconoscere Garvin e Oates come campioni. |       |
| 18 | Ted Oates e Rip Rogers                     | 1     | 21 settembre 1984 | 44     | Atlanta, Georgia             | House show | |       |
| 19 | Brad Armstrong (2) e Tim Horner            | 1     | 4 novembre 1984   | 6      | --                           | --         | |       |
| —  | Vacante                                    | —     | 10 novembre 1984  | —      | —                            | —          | Il titolo fu reso vacante in seguito ad un infortunio di Horner. |       |
| 20 | Bill Irwin e Scott Irwin (2)               | 1     | 18 novembre 1984  | 54     | Atlanta, Georgia             | House show | In un torneo per riassegnare il titolo vacante, sconfiggendo in finale Brad Armstrong e Jacques Rougeau.                                                                              |       |
| 21 | Ole Anderson e Thunderbolt Patterson       | 1     | 11 gennaio 1985   | 78     | Cleveland, Ohio              | House show | |       |
| —  | Vacante                                    | —     | 30 marzo 1985     | —      | —                            | —          | Il titolo fu reso vacante in seguito allo split dei campioni. |       |
| 22 | Arn Anderson e Ole Anderson (2)            | 1     | 28 aprile 1985    | 248    | Charlotte, Carolina del Nord | House show | In uno spareggio contro Thunderbolt Patterson e Manny Fernandez. |       |
| —  | Disattivato                                | —     | 1 gennaio 1986    | —      | —                            | —          | Il titolo fu inizialmente reso vacante quando Ole Anderson si infortunò, in seguito non fu riassegnato e sostituito dal NWA United States Tag Team Championship.                      |       |